# Farneška Hera
Farneška Hera je vrsta Herine skulpture.
Njegov glavni primjer je 63 cm visoka rimska mramorna kopija iz 1. stoljeća poslije Krista grčkog originala iz druge polovice 5. stoljeća prije Krista, sada u Napuljskom nacionalnom arheološkom muzeju. Bio je dio kolosalne akrolitske statue, a prikazuje božicu sa središnjim razdjeljkom i dijademom. Prvi arheolozi koji su ga vidjeli nazvali su ga Hera, zbog njegova strogog stila i izraza lica bez osmijeha, a također su protumačili te značajke kao rimsku kopiju Polikletovog originala.
Kao dio zbirke Farnese u Napulj. ju je 1844. donio njemački arheolog Heinrich Brunn.

## Vanjske poveznice
|  | Zajednički poslužitelj ima još gradiva o temi Farneška Hera |

- Skulpturhalle Basel